# U Trojáku
U Trojáku je přírodní rezervace poblíž obce Kněžice v okresech Třebíč a Jihlava v nadmořské výšce 606–669 metrů. Oblast spravuje Krajský úřad Kraje Vysočina. 
Důvodem ochrany je starý bukový porost na stanovišti svěžích jedlových bučin.